# Huy chương Kháng chiến
Huy chương Kháng chiến là một loại huy chương của Nhà nước Việt Nam Dân chủ Cộng hòa (nay là Nhà nước Cộng hòa Xã hội Chủ nghĩa Việt Nam), đặt ra theo Sắc lệnh số 216/SL ngày 20 tháng 8 năm 1948 của Chủ tịch nước Việt Nam Dân chủ Cộng hòa. Theo Luật Thi đua - Khen thưởng (ban hành ngày 26 tháng 11 năm 2003) thì Huy chương Kháng chiến không còn nằm trong thang bậc khen thưởng của Nhà nước Việt Nam.
Huy chương kháng chiến để tặng cho gia đình, tặng hoặc truy tặng cho cá nhân (kể cả cá nhân nước ngoài) có công lao, thành tích trong Kháng chiến chống Pháp (1946-1954) và Kháng chiến chống Mỹ (1954-1975) mà có thành tích dưới mức tiêu chuẩn thưởng Huân chương Kháng chiến hạng ba. 
Huy chương Kháng chiến có 2 hạng được phân biệt bằng số sao đính trên cuống huy chương: hạng nhất có 2 sao, hạng nhì có 1 sao. Thẩm quyền tặng, truy tặng Huy chương Kháng chiến do Chủ tịch nước quyết định. Lúc mới được đặt ra, thẩm quyền tặng, truy tặng Huy chương Kháng chiến do Thủ tướng Chính phủ quyết định.

## Đối tượng và tiêu chuẩn khen thưởng

### Huy chương Kháng chiến (chống Pháp)

#### Cá nhân
Cá nhân (kể cả cá nhân nước ngoài) có công lao, thành tích trong Kháng chiến chống Pháp (1946-1954) được thưởng các hạng huy chương tùy theo chức vụ và thời gian tham gia kháng chiến.

### Huy chương Kháng chiến (chống Mỹ)

#### Cá nhân
1. Mốc thời gian xét khen thưởng: tính từ ngày 20 tháng 7 năm 1954 đến ngày 30 tháng 4 năm 1975.
2. Đối tượng được khen thưởng: có 4 đối tượng sau
- Một là cán bộ, chiến sĩ các Lực lượng vũ trang nhân dân, gồm quân đội và công an.
- Hai là cán bộ, công nhân, viên chức nhà nước và cán bộ các đoàn thể, kể cả công nhân quốc phòng và thanh niên xung phong (được tổ chức trong thời kỳ từ ngày 20 tháng 7 năm 1954 đến ngày 30 tháng 4 năm 1975).
- Ba là cán bộ cấp xã, phường, thôn, ấp, cán bộ hợp tác xã, tự vệ và dân quân du kích.
- Bốn là những người không phải là cán bộ, chiến sĩ mà có thành tích trong kháng chiến.

3. Tiêu chuẩn xét khen thưởng: Tiêu chuẩn xét khen thưởng đối với 4 đối tượng trên đây là căn cứ vào thời gian tham gia kháng chiến và thành tích đóng góp của mỗi người:
- Công tác tích cực và liên tục đến ngày 30 tháng 4 năm 1975.
- Từ ngày tham gia kháng chiến đến lúc xét khen thưởng không phạm sai lầm nghiêm trọng.

4. Mức khen thưởng:
Có hai mức khen thưởng là:
- Huy chương Kháng chiến hạng Nhất: Tặng thưởng những người tham gia kháng chiến từ 7 năm đến dưới 10 năm.
- Huy chương Kháng chiến hạng Nhì: Tặng thưởng những người tham gia kháng chiến từ 5 năm đến dưới 7 năm.